# 前407年
| 千纪： | 前1千纪 |
| 世纪： | 前6世纪 \| 前5世纪 \| 前4世纪 |
| 年代： | 前430年代 \| 前420年代 \| 前410年代 \| 前400年代 \| 前390年代 \| 前380年代 \| 前370年代                                                                                    |
| 年份： | 前412年 \| 前411年 \| 前410年 \| 前409年 \| 前408年 \| 前407年 \| 前406年 \| 前405年 \| 前404年 \| 前403年 \| 前402年                                                      |
| 纪年： | 周威烈王十九年 魯穆公九年 齊宣公四十九年 晉烈公九年 趙烈侯二年 魏文侯十八年韓景侯二年 秦簡公八年 楚聲王元年 宋昭公六十二年 衛慎公八年 鄭繻公十六年 燕後簡公八年 越王翳四年 |

## 大事記
- 鄭國攻伐晉國韓氏，在負黍（洛州陽城縣西南35里）大敗韓兵。
- 晉國魏氏經三年苦戰，消滅中山國。
- 波斯阿契美尼德王朝大流士二世派兒子小居魯士任小亞細亞駐軍司令。
- 雅典將軍色拉西布洛斯奪回了阿布德拉和薩索斯島。